# Miki Tanaka
Miki Tanaka –en japonés, 田中 美衣, Tanaka Miki– (Nagahama, 20 de octubre de 1987) es una deportista japonesa que compitió en judo. Ganó una medalla de plata en el Campeonato Mundial de Judo de 2010, y una medalla de bronce en el Campeonato Asiático de Judo de 2013, ambas en la categoría de –63 kg.

## Palmarés internacional
| Campeonato Mundial  | Campeonato Mundial  | Campeonato Mundial | Campeonato Mundial |
| Año                 | Lugar               | Medalla            | Categoría          |
| ------------------- | ------------------- | ------------------ | ------------------ |
| 2010                | Tokio (Japón)       | Medalla de plata   | –63 kg             |
| Campeonato Asiático |                     |                    |                    |
| Año                 | Lugar               | Medalla            | Categoría          |
| 2013                | Bangkok (Tailandia) | Medalla de bronce  | –63 kg             |